# Dołhe (obwód wołyński)
Dołhe (ukr. Довгів) – wieś na Ukrainie w rejonie łuckim obwodu wołyńskiego.
Do 2020 w rejonie horochowskim. 